# Золотниківський повіт
Золотниківський повіт — адміністративна одиниця Тернопільського округу, у короннім краю Королівство Галичини та Володимирії у складі Австрійської імперії).
Повіт утворено в середині 1850-х років та існував до адміністративної реформи 1867 року.
Кількість будинків — 3908(1866)
Староста (нім. Bezirk Vorsteher): Франц Урбанський
Громади (гміни): Нова Брикуля, Стара Брикуля, Хмелівка, Дарахів, Жайворівка, Могильниця, Панталиха, Романівка, Соколів, Хатки, Сокільники, Вишнівчик (містечко), Золотники, Бурканів, Тютків, Зарваниця, Росоховатець, Іжків, Багатківці, Семиківці, Бенева, Раковець..
1867 року після адміністративної реформи повіт увійшов до складу Теребовлянського та Підгаєцького повітів (лише 6 громад: Росоховатець, Іжків, Багатківці, Семиківці, Бенева, Раковець)..